# Лі Чон Вей
Лі Чон Вей  (малай. Lee Chong Wei, 21 жовтня 1982) — малайзійський бадмінтоніст, олімпійський медаліст.

## Виступи на Олімпіадах
| Олімпіада   | Дисципліна       | Місце |
| ----------- | ---------------- | ----- |
| Афіни 2004  | одиночний розряд | 9T    |
| Пекін 2008  | одиночний розряд | 2     |
| Лондон 2012 | одиночний розряд | 2     |
| Ріо 2016    | одиночний розряд | 2     |